# Йёрхель, Вольфганг
Вольфганг Йёрхель — штандартенфюрер Ваффен-СС во время Второй мировой войны. Он был награждён Рыцарским крестом Железного креста за невероятную храбрость в бою или успешное военное руководство во время Второй мировой войны.

## Ранняя жизнь
Вольфганг Роман Кристиан Теодор Йёрхель родился 9 августа 1907 года, в Забже, Силезия. Его отец был армейским лейтенантом, убитым в бою возле Тарнавки (Ланьцутский повят) на Восточном фронте в 1914 году. После того, как он получил среднее образование, он отправился изучать русский язык в университет Бреслау.
В мае 1934 года он стал спортивным лидером в Гитлерюгенде, а также вступил в Штурмовые отряды и оставался там активным членом до июня 1935 года, когда он покинул его, позже присоединившись к СС-ВТ в октябре 1935 года в звании оберштурмфюрера. Он был отправлен в  Бад-Тёльц в юнкерское училище СС «Бад Тёльц» в 1937 году как инструктор-пулемётчик, а затем вступил в СС штандарт Deutschland и принял участие в аншлюсе Австрии и оккупации Судетской области в 1938 году.

## Вторая мировая война
Во время Второй мировой войны он служил в СС штандарте Germania во время Польской кампании, где он был награждён Железным крестом II класса. Железным крестом I класса он был награждён за свои действия во время Французской кампании.
В декабре 1940 года он получил в командование II/батальон СС Germania, 23-й моторизованный полк СС «Норге», добровольческий моторизованный полк 48 «Генерал Зейффардт» (23-я добровольческая моторизованная дивизия СС «Недерланд» (1-я голландская)). Он был награждён Рыцарским крестом Железного креста за свои действия во время Нарвской операции, когда командовал добровольческим моторизованным полком 48 «Генерал Зейффардт» в апреле 1944 года; после финтовой атаки на позиции 11-й добровольческой моторизованной дивизии СС «Нордланд» русский командир направил свои силы на полк «Генерал Зейффардт», удерживая центр. Полк был вытеснен со своих позиций, но контратака под руководством Йёрхеля отбила назад оборонительные сооружения, благодаря чему удалось избежать советского прорыва.
Последний раз он руководил юнкерским училищем СС в Праге в мае 1945 года, где он был схвачен освобождёнными чехами и убит 12 мая 1945 года

.